# Vin bourru

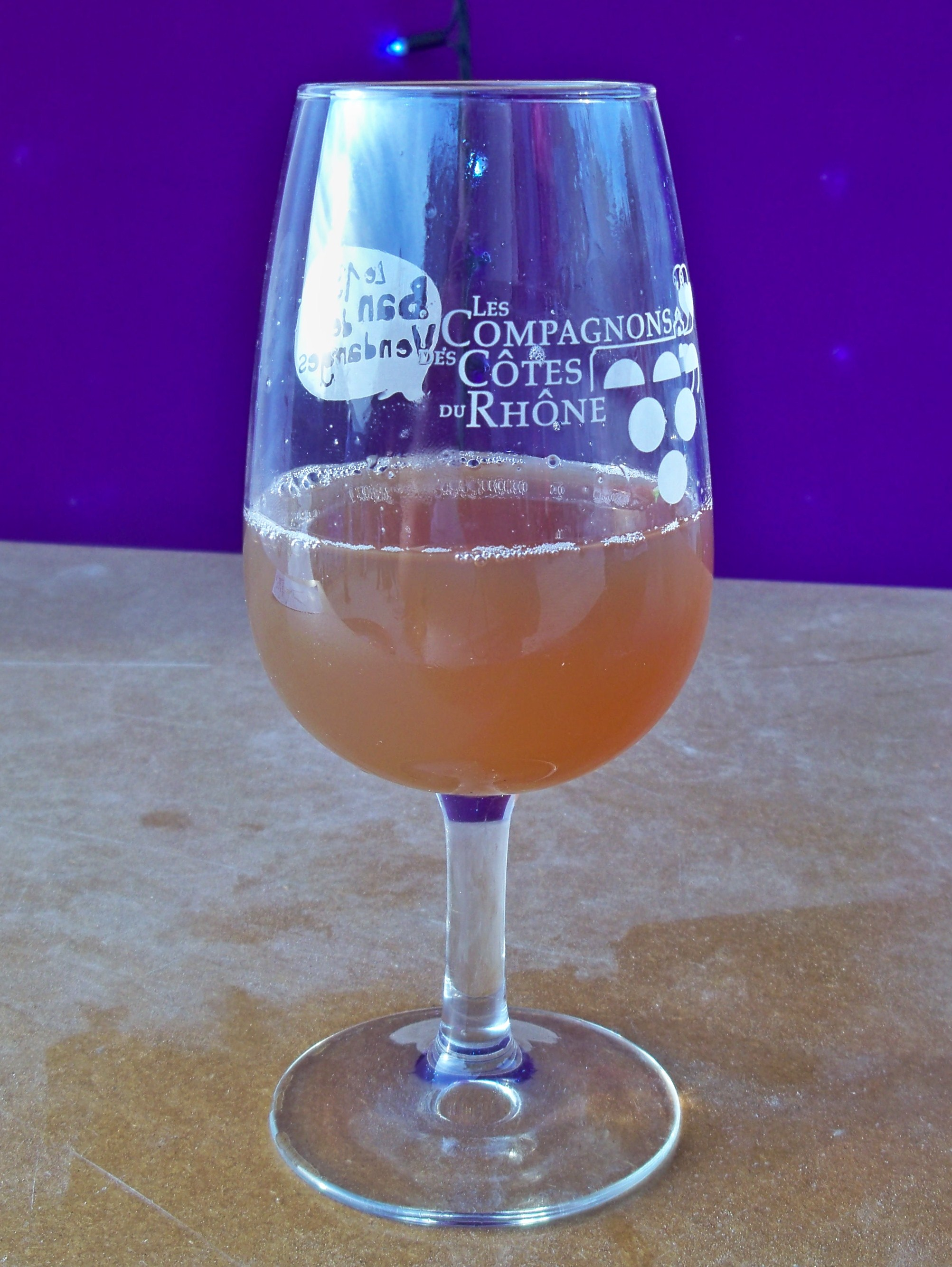
Verre de vin bourru.

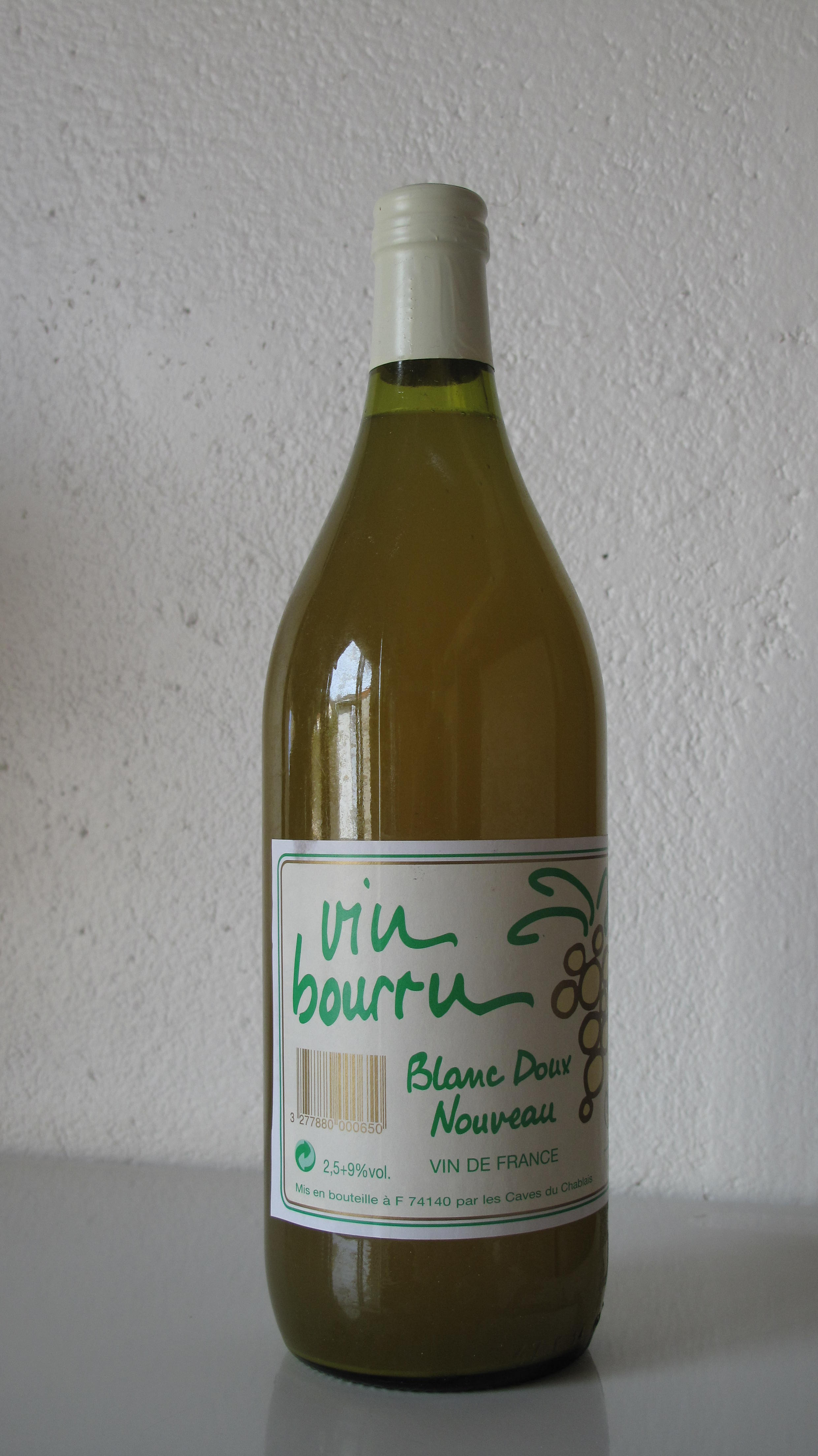
Bouteille de vin bourru.

Le vin bourru est un moût en cours de fermentation alcoolique. Cette boisson est trouble à cause des levures en suspension et des particules de raisin. Elle contient encore beaucoup de sucre et ne se conserve pas longtemps, quelques jours, les levures continuant à transformer le sucre en alcool.
C'est une boisson saisonnière liée aux vendanges. Parfois très pétillante à cause du gaz carbonique produit par la fermentation, elle n'est pas transportable en contenants fermés. C'est une étape transitoire de la vinification.

## Histoire
Autrefois, les vignerons et les consommateurs ont pris l'habitude d'évaluer le futur millésime en goûtant le vin avant fin de fermentation. Ce vin était traditionnellement bu au chai, chaque vigneron se faisant ainsi sa publicité, ou le soir à la veillée avec une poêlée de châtaignes, des fruits secs ou du saucisson [réf. nécessaire].
L'exode rural a expatrié nombre d'anciens paysans dans les villes et les auberges ont voulu leur servir les mêmes produits que ceux consommés chez eux. La livraison de jus de raisin en début de fermentation a débuté à cette époque. Ce vin était bu au comptoir.

## Synonymie
Federweißer est le nom employé dans l’Ouest et le Nord de l’Allemagne, Neuer Süßer, Neier Wei ou encore Bremser dans les régions vinicoles du Sud et Sud-Ouest de l’Allemagne (Palatinat, pays de Bade, Wurtemberg, Franconie…), Fiederwäissen au Luxembourg, Sturm en Autriche, burčák en République tchèque et en Slovaquie, Suser (Sauser) en Suisse et Tyrol du sud, alors que vin bourru est le nom générique employé dans de nombreuses régions en France. Mais bourret est utilisé en Béarn, neuer süsser ou vin nouveau en Alsace, bernache en Anjou, Touraine et Haut-Poitou,, vin doux en Bourgogne ou chèvre en Savoie ; paradis est utilisé dans le vignoble du Beaujolais pour désigner le vin sorti du pressoir : dans cette région, le vin rouge est pressé avant d'avoir achevé sa fermentation.

## Arômes
Le jus de raisin avant fermentation a des arômes issus uniquement du raisin, dépendant du cépage. Après développement des levures et départ en fermentation, il prend des arômes fermentaires qui se rapprochent des levains. Au fil de la fermentation, les arômes du jus de raisin sucré s'estompent et celui du vin alcoolisé gagne progressivement.
En Beaujolais, le paradis a un goût différent puisqu'il s'agit de vin rouge partiellement fermenté. La macération a dissous des tanins, rendant le produit plus proche du vin rouge que du bourru classique.

## Habitudes de remplacement

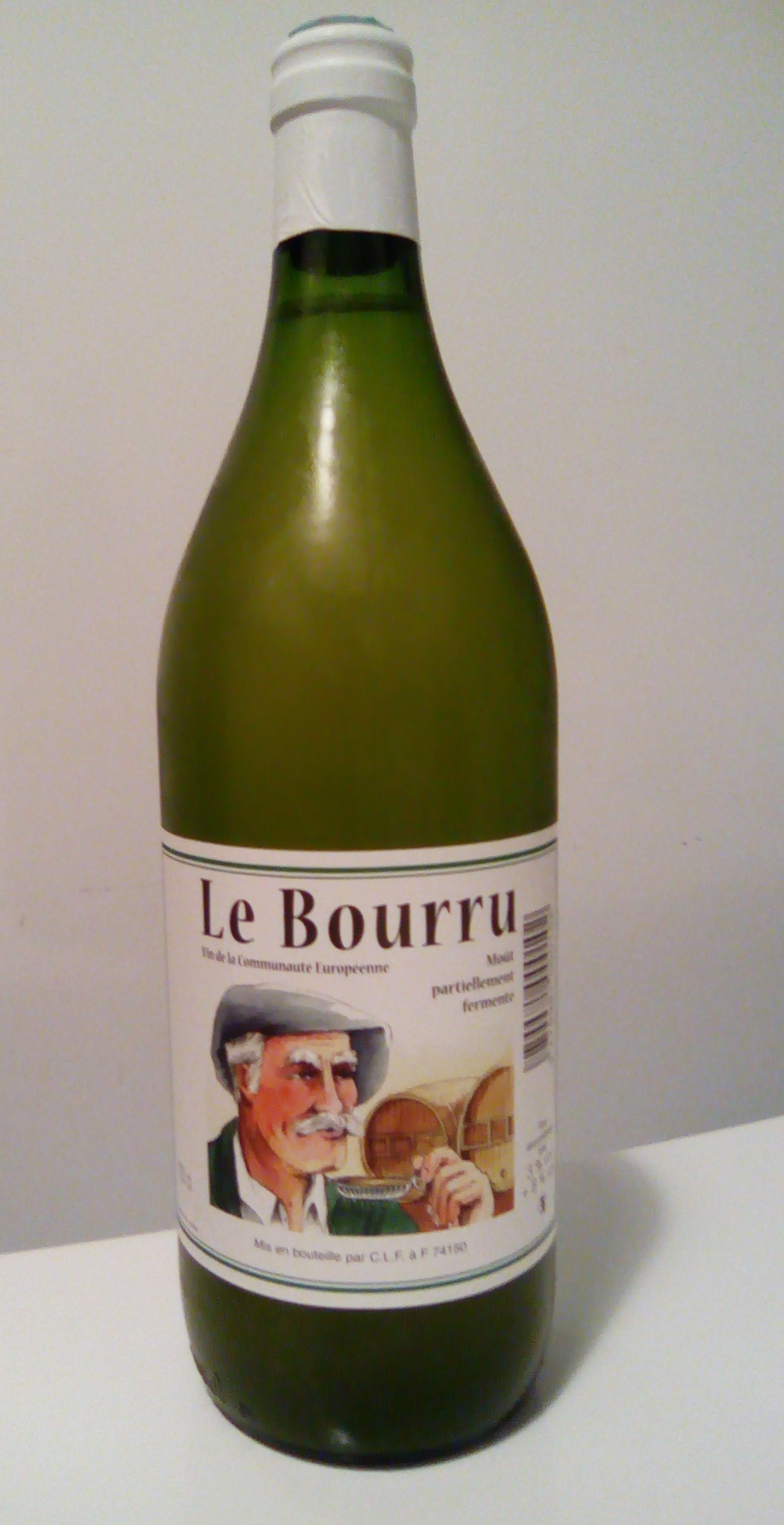
Bouteille de vin bourru de Savoie.

La durée de consommation de ce vin est forcément brève, le vin continuant à fermenter. Au XXe siècle, les producteurs ont cherché à rationaliser cette production pour en faire un produit standardisé facile à commercialiser. Plusieurs produits peuvent prétendre remplacer le vin bourru :
- pétillant de raisin[8] : ce produit est probablement le plus proche du vin bourru dans sa présentation ; il s'agit de jus de raisin partiellement fermenté où le gaz de fermentation a été emprisonné dans la bouteille ; la filtration ou la pasteurisation a interrompu le travail des levures. Le décret 86-1016 du 3 septembre 1986[9] donne une définition du pétillant de raisin : « Produit liquide élaboré exclusivement à partir de raisin frais ou de moût de raisin qui présente un titre alcoométrique volumique acquis supérieur à 1 % et ne dépassant pas 3 % » ;
- pétillant naturel : un vin dont la fin de la fermentation est achevée en bouteille. Le vin est embouteillé alors qu'il reste encore 25 grammes de sucre par litre environ, qui se transforment en alcool et en gaz carbonique emprisonné dans la bouteille ;
- vin perlé : il s'agit d'un vin où la fermentation est achevée mais où le producteur a conservé une partie du gaz de fermentation ;
- vin primeur : sa sortie très médiatisée le troisième jeudi de novembre est une fête qui relaie les fêtes de village qui ont lieu à la fin des vendanges avec la dégustation du vin bourru.